# 奔薩區

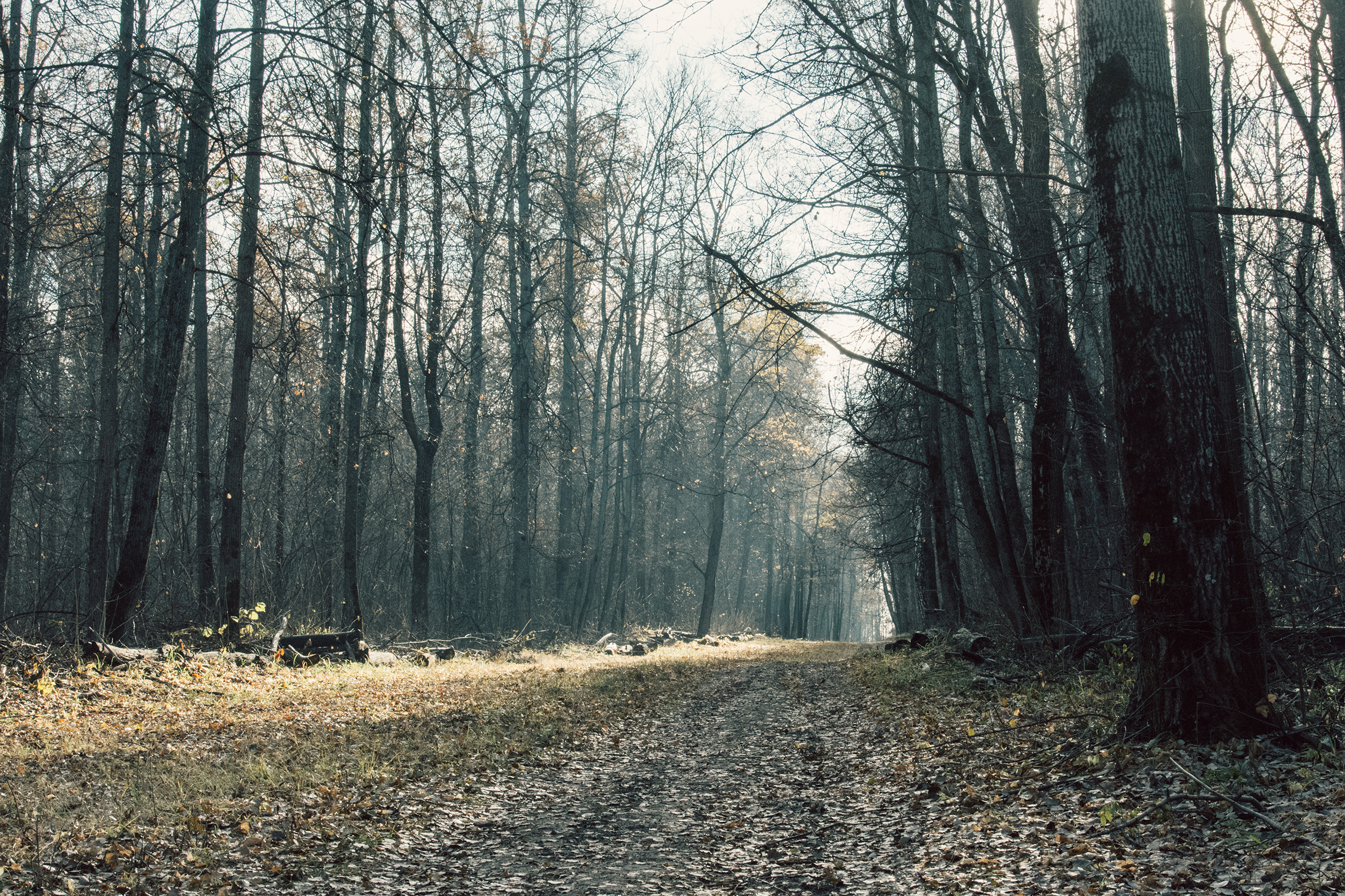

52°48′56″N 45°03′05″E / 52.81556°N 45.05139°E
奔薩區（俄语：Пензенский район）是俄羅斯的一個區，位於該國西南部，由奔薩州負責管轄，面積2,823.8平方公里，2010年該地區人口51,308，人口密度每平方公里18.17人。